# Lode Van Hecke
Lode Van Hecke OCSO (ur. 16 marca 1950 w Brugii) – belgijski biskup rzymskokatolicki, trapista, biskup diecezjalny Gandawy w latach 2020–2025.

## Życiorys
W 1976 wstąpił do opactwa trapistów w Orval i tam 6 marca 1983 złożył wieczyste śluby zakonne. Święcenia kapłańskie otrzymał 20 sierpnia 1995. Był m.in. mistrzem nowicjatu, przełożonym i ekonomem konwentu, a także kierownikiem wspólnoty młodzieżowej działającej przy klasztorze. W 2007 wybrany opatem klasztoru.
27 listopada 2019 papież Franciszek mianował go biskupem diecezjalnym Gandawy. Sakry udzielił mu 23 lutego 2020 kardynał Josef De Kesel. 30 czerwca 2025 papież Leon XIV przyjął jego rezygnację z pełnionego urzędu.